# František Gahér
František Gahér (* 20. ledna 1957 Trnava) je slovenský filozof, fyzik a vysokoškolský učitel, v letech 2003 až 2011 rektor Univerzity Komenského v Bratislavě.   

## Život
Narodil se v listopadu 1952 v Žilině. V letech 1963 až 1972 navštěvoval základní školu. V letech 1972 až 1976 studoval na Gymnáziu Jana Huronca v Bratislavě. Poté studoval v letech 1976 až 1980 fyziku na Přírodovědecké fakultě Univerzity Komenského a zároveň v letech 1976 až 1981 studoval zároveň také filozofii na Filozofické fakulty Univerzity Komenského, kde v roce 1981 získal jak magisterský, tak doktorský titul. V roce 1988 se stal kandidátem věd v oboru filozofie a v roce 1998 začal působit jako vedoucí Katedry logiky a metodologie věd. Na své alma mater (FIF UK) se v roce 2000 habilitoval. V roce 2003 se stal rektorem Univerzity Komenského v Bratislavě, když ve funkci vystřídal Ferdinanda Devínského. Ve funkci setrval po dvě funkční období do roku 2011, kdy se jeho nástupcem stal Karol Mičieta. V roce 2015 se stal na FIF UK profesorem.
Odborně se zabývá mj. logickou sémantikou, logickou analýzou přirozeného jazyka, dějinami logiky nebo aplikací logiky v právu.
Je ženatý a má čtyři děti.